# Sör-Kroktjärnen
Sör-Kroktjärnen är en sjö i Strömsunds kommun i Jämtland och ingår i Indalsälvens huvudavrinningsområde.